# Anna Harland-Zajączkowska

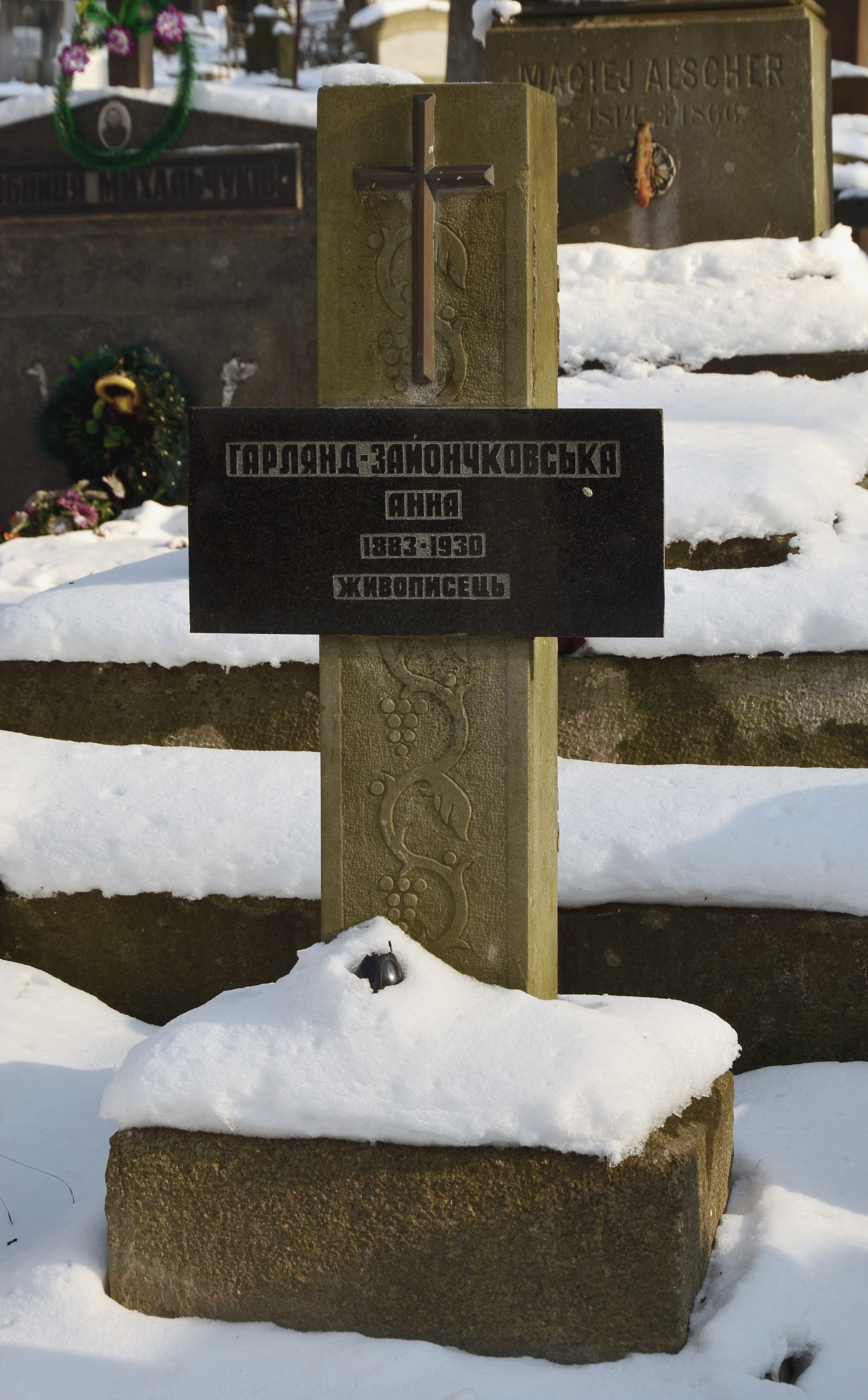
Grób A. Harland-Zajączkowskiej na cmentarzu Łyczakowskim.

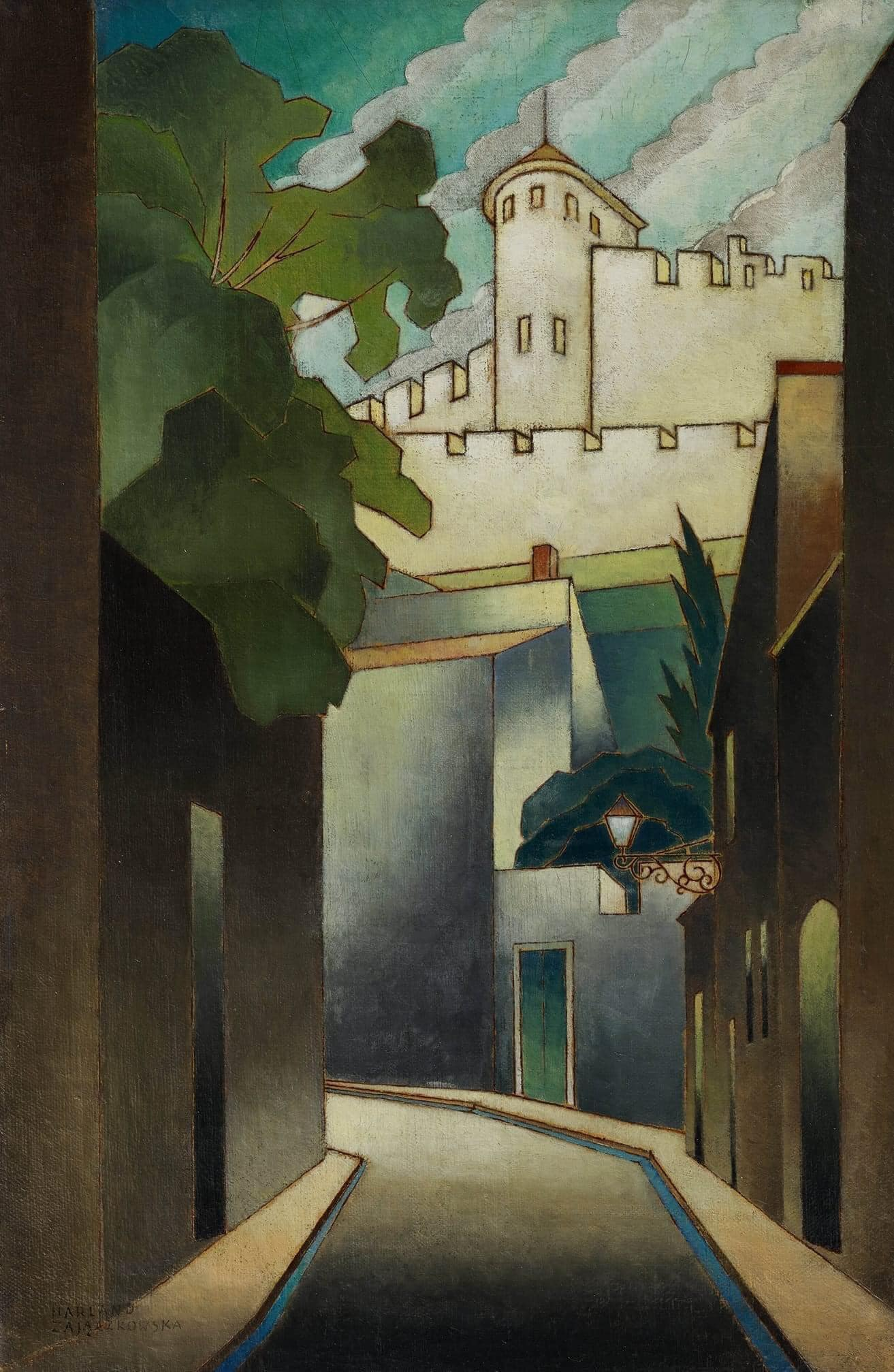
Obraz pędzla A. Harland-Zajączkowskiej

Anna Harland-Zajączkowska (ur. 9 maja 1883 we Lwowie, zm. 7 stycznia 1930 tamże) – polska malarka i ilustratorka.
Urodziła się w rodzinie dziennikarza Liberata Zajączkowskiego. Naukę sztuk plastycznych zaczęła w rodzinnym mieście u Stanisława Batowskiego w zakresie rysunku, potem przeprowadziła się do Krakowa by uczyć się w Szkole Sztuk Pięknych dla Kobiet Teofili Certowicz, a później studiowała w monachijskiej Kunstgewerbeschule. Edukację pogłębiała jeszcze w kilku krajach Europy Zachodniej, w tym na Akademii Colarossiego. Po powrocie do Lwowa objęła posadę nauczycielki rysunku w gimnazjum im. Królowej Jadwigi. 
Co najmniej od 1917 do śmierci brała udział w wystawach w różnych miastach Polski, w tym w warszawskiej Zachęcie i  na Powszechnej Wystawie Krajowej. W roku 1928 miała dwie wystawy indywidualne w Towarzystwie Przyjaciół Sztuk Pięknych we Lwowie oraz w Towarzystwie Przyjaciół Sztuk Pięknych w Krakowie, trzy kolejne wystawy indywidualne były pośmiertne: dwie w 1930 i jedna w Warszawie w 1939. 
Specjalizowała się w olejnym malarstwie pejzażowym, w tym pejzaży miejskich, choć znane są także portrety jej pędzla, obrazy religijne i rysunki. Czasami malowała gwasze i akwarele. Ponadto tworzyła grafiki, w tym ilustracje dla czasopism i książek (dla lwowskich wydań z lat 20. Odysei Homera oraz Ptaków Arystofanesa). Projektowała również tkaniny. 
Pojedyncze obrazy artystki znajdują się m.in. w zbiorach Muzeum Narodowego w Krakowie oraz Lwowskiej Galerii Sztuki.
Była żoną architekta i malarza Zygmunta Harlanda.